# Piero Gamba
Piero Gamba, también conocido como Pierino Gamba, (Roma, 16 de septiembre de 1936-Nueva York, 30 de enero de 2022) fue un pianista y director de orquesta italiano.

## Biografía
Fue considerado un niño prodigio. En 1945 debutó en un ensayo público dirigiendo la 5.ª Sinfonía de Beethoven por la Orquesta de Ópera de Roma. En 1948 dirigió por primera vez en Inglaterra. En 1952 se estableció en Madrid, donde trabajó a destajo, hasta que fue nombrado director musical y maestro de la Winnipeg Symphony Orchestra, cargo que ocupó entre 1971 y 1980. También fue el primer director de la Adelaide Symphony Orchestra de Australia entre 1983 y 1986. Durante dicho período también dirigió otras orquestas australianas. Fue el director musical de la Orquesta Sinfónica del SODRE de Uruguay entre 1994 y 1995 y entre 2001 y 2004. Durante los años 1990 residió en Punta del Este y apareció ocasionalmente con varias orquestas de Sudamérica.
En 1962 recibió la Arnold Bax Memorial Medal. Algunos críticos señalaron lo limitado de su repertorio. Se llegó a decir: "Sólo viene preparado para tocar la 4ª o la 8ª Sinfonía de Dvořák". Sin embargo, no todos comparten este punto de vista y ha grabado con renombrados artistas como Luciano Pavarotti y Ruggiero Ricci.
Sus últimos años los vivió en Nueva York, dedicado a su carrera y a la enseñanza de dirección de orquesta.

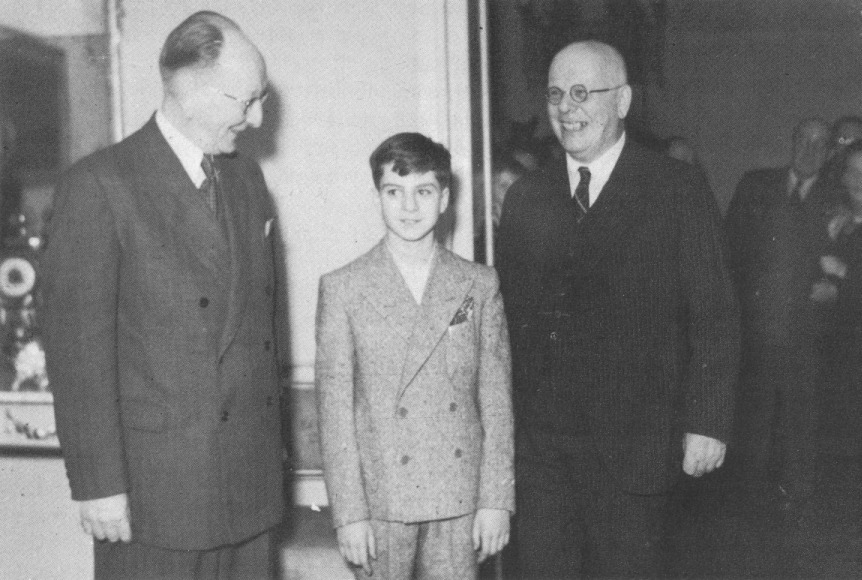
El director a los 12 años durante su visita a Finlandia en 1949, con Toivo Haapanen a su derecha y Leo Funtek a su izquierda.

## Reconocimientos
Piero Gamba fue Director Honorario de por Vida de las siguientes orquestas:
- Philharmonia Antwerpen (Amberes)
- Orquesta Sinfónica de Madrid
- Orquesta Filarmónica de Barcelona
- Orquesta da Cámara de Barcelona
- Orquesta de la A.P.O. de Buenos Aires
- Orquesta de la Asociación Uruguaya de Músicos de Montevideo
- Asociación Coral Porto.

Fue uno de los fundadores de The Symphonicum Europae Foundation, institución cuyo fin es promover mayor armonía en la humanidad a través del arte.

## Discografía
Piero Gamba grabó con las siguientes orquestas:
- London Symphony Orchestra (Decca Records, London Records),
- Philharmonia and the New Philharmonia (EMI),
- The Royal Danish Orchestra (TONO),
- The Copenhagen Philharmonic Orchestra,
- The Winnipeg Symphony Orchestra (CBC Records),
- The Symphonicum Europae Orchestra.

Algunos de sus trabajos son:
- Beethoven: Piano Concertos Nos. 3-5, Piero Gamba dirigiendo la London Symphony Orchestra con Julius Katchen como solista (Audio CD 1996)
- Beethoven: The Piano Concertos; Choral Fantasy; Diabelli Variations, Piero Gamba dirigiendo la London Symphony Orchestra con Julius Katchen como solista (Audio CD 2007)
- Liszt: The Piano Concertos, Ataulfo Argenta, Piero Gamba dirigiendo la London Philharmonic Orchestra y la London Symphony Orchestra (Audio CD 2002)
- Rossini: Overtures, Piero Gamba dirigiendo la London Symphony Orchestra (Audio CD 1990)
- Rossini: Overtures, Piero Gamba dirigiendo la London Symphony Orchestra (Audio CD 2004)

## Filmografía[3]
- La gran aurora (1947), como Pierino, director de orquesta
- The Family Man (2000), intérprete de "Overture" (banda sonora)